# Gare de Wakai
La gare de Wakai (若井駅, Wakai-eki) est une gare ferroviaire localisée dans le bourg de Shimanto, dans la préfecture de Kōchi au Japon. La gare est exploitée par les compagnies JR Shikoku et Tosa Kuroshio Railway, sur les lignes Yodo et Nakamura.

## Situation ferroviaire
Établie à 205 mètres d'altitude, la gare de Wakai est située au point kilométrique (PK) 0 de la ligne Yodo et au point kilométrique 4.4 sur la ligne Nakamura.

## Histoire
- 18 décembre 1963 : Ouverture de la gare  sur la ligne Nakamura de la Japanese National Railways.
- 1er mars 1974 : Ouverture de la ligne Yodo sur la jonction d'aiguillage Kawaoku.
- 1er avril 1987 : La Japanese National Railways est découpée en plusieurs sociétés, la JR Shikoku reprend cette partie de ligne.
- 1er avril 1988  : La gestion de la ligne Nakamura est confiée à la société Tosa Kuroshio Railway .

## Service des voyageurs

### Lignes ferroviaires
- JR Shikoku :
  - Ligne Yodo G27
- Tosa Kuroshio Railway :
  - Ligne Nakamura TK27

### Quai
- Cette gare dispose d'un quai et d'une voie.

| N° de voie | Ligne                | Direction       |
| ---------- | -------------------- | --------------- |
| 1          | ▆ Yodo ▆ TK Nakamura | Kubokawa        |
| 1          | ▆ Yodo ▆ TK Nakamura | Iejigawa/ Kaina |